# Robert Heger
Pour les articles homonymes, voir Heger.
Robert Heger, né le 19 août 1886 à Strasbourg, en Alsace-Lorraine et mort le 14 janvier 1978 à Munich en Bavière, est un  chef d'orchestre et compositeur allemand.

## Biographie
Robert Heger fait ses études au Conservatoire de Strasbourg, sous la direction de Franz Stockhausen, puis à  Zurich sous la direction de Lothar Kempter, et pour finir ses études à Munich sous la direction de Max von Schillings.
Après ses débuts à Strasbourg, il passe à Ulm en 1908 ou 1909. Il a occupé des postes à Barmen (1909), à l'opéra populaire de Vienne (1911), et à Nuremberg (1913), où il dirige aussi des concerts avec la philharmonique.
Il passe de Munich à Berlin entre 1933 et 1950, puis retourne à Munich.
En 1937 il rejoint le NSDAP. En 1944, il a été placé dans la Gottbegnadeten-Liste, ce qui le préservait de combattre sur le front.
Il dirige également le Royal Opera House, de 1925 à 1935,  et y revint en 1953 pour y diriger la première représentation à Londres de l'opéra de Richard Strauss, Capriccio. Il meurt à Munich.

## Compositions
Heger a composé quatre opéras.
- Ein Fest auf Hederslev (Un festival à Haverslev) (opéra en trois actes, prod. Nuremberg 12 novembre 1919)
- Der Betlernamenlos (Munich, 8 avril 1932)
- Der verlorene Sohn (Dresde, 11 mars 1936)
- Lady Hamilton (Nuremberg, 11 février 1951)

Ses œuvres incluent : 
- 3 symphonies dont
  - Symphonie en ré mineur
- Concerto pour violon en ré majeur op. 16
- Concerto pour violoncelle
- La Juive de Worms (mélodrame)
- Trio pour pianoforte, op 14
- Chansons
- Hero et Léandre (drame symphonique, orchestre au complet) op. 12
- Chant de paix (œuvre chorale pour soli, chœurs, orchestre et orgues)

## Honneurs
- Croix de commandeur de l'Ordre du Mérite de la République fédérale d'Allemagne (1956)
- Ordre bavarois du Mérite (1959)
- Citoyen d'honneur de Munich (1961)
- Membre de l'Académie bavaroise des beaux-arts (1961)
- Johannes-Brahms-Medaille de Hambourg (1963)
- Österreichisches Ehrenzeichen für Wissenschaft und Kunst (1967)

## Sources
- (en) Cet article est partiellement ou en totalité issu de l’article de Wikipédia en anglais intitulé « Robert Heger » (voir la liste des auteurs).